# Физалис обыкновенный
О летающей светящейся конструкции из бумаги см. китайский фонарик
Физалис обыкновенный (лат. Physalis alkekengi) — травянистое растение, вид рода Физалис (Physalis) семейства Паслёновые. В декоративном садоводстве обычно используют разновидность Physalis alkekengi var. franchetii (Mast.) Makino [syn. Physalis franchetii Mast.] — Физалис Франше.
Общеупотребительные названия растения — китайские фонарики, пёсья вишня; в энциклопедическом словаре Брокгауза и Ефрона приводятся также названия: жидовская вишня, мошнуха, мохунка, можжуха, мешечник, сонная трава.

## Ареал
В отличие от большинства видов рода, физалис обыкновенный родом из Южной Европы и Южной Азии. В культуре распространён во многих регионах Евразии и Северной Америки, нередко дичает. Физалис обыкновенный более устойчив к похолоданию, чем другие виды физалиса.

## Описание вида

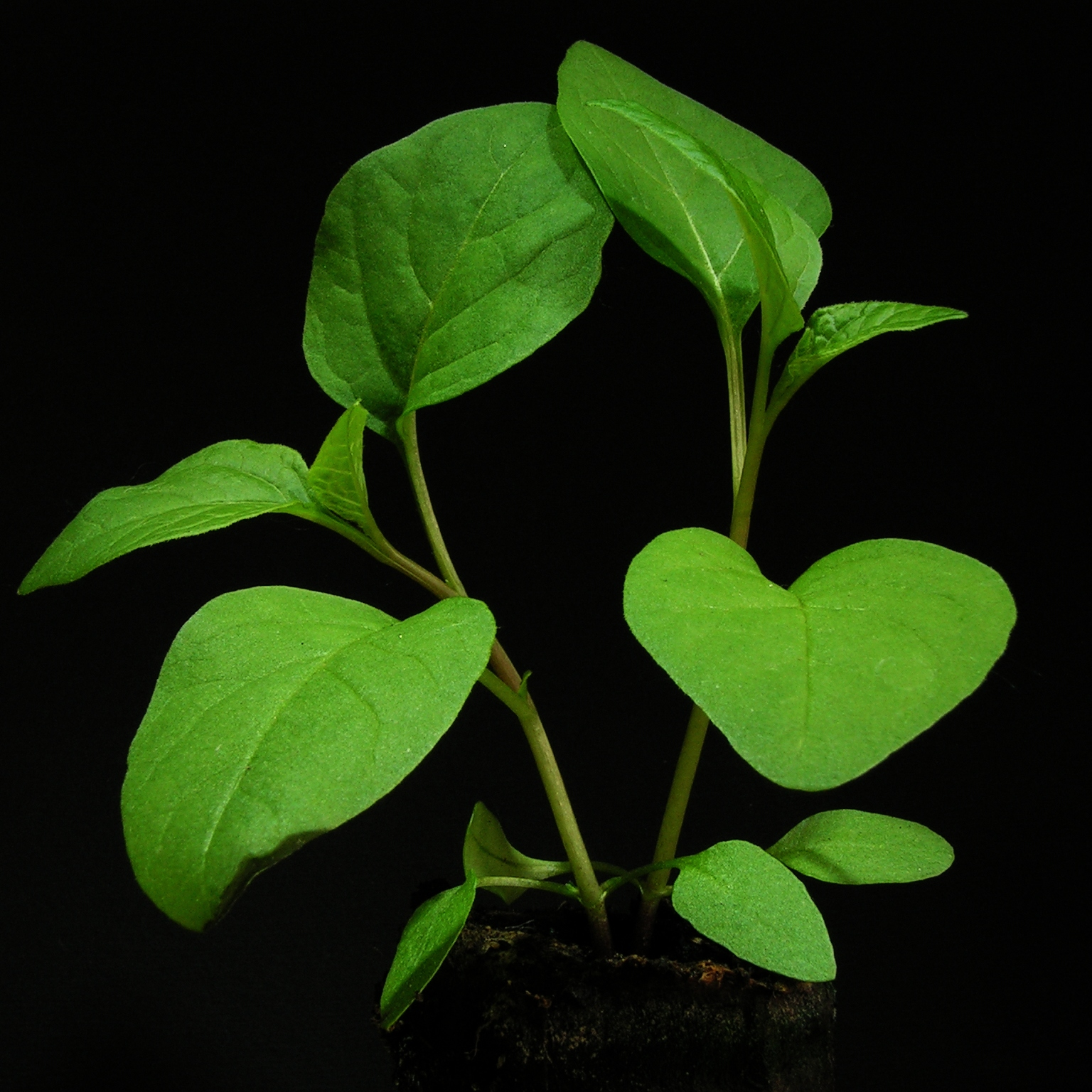
Сеянцы физалиса Франше — разновидности физалиса обыкновенного — в возрасте одного месяца

Физалис обыкновенный — травянистое многолетнее растение вырастет до 40—60 см высотой, реже выше, с листьями 6—12 см длиной и 4—9 см шириной. Цветы белые, пятилопастные, венчик 10—15 мм в диаметре. Чашечка после отцветания разрастается, краснеет (или становится оранжевой), остаётся при ягодообразном красном плоде в виде вздутого пузыря, величиной иногда с куриное яйцо.

## Химический состав
Обыкновенный физалис содержит следующие вещества:
- Витамины: витамин С, витамин А, витамин К, тиамин, рибофлавин, ниацин.
- Минералы: калий, кальций, фосфор, железо, магний, медь, цинк.
- Органические кислоты: яблочная кислота, лимонная кислота, винная кислота.
- Флавоноиды: кверцетин, кампферол, рутин.
- Каротиноиды: каротин, ликопен.
- Другие биологически активные вещества: соланин, соласодин, алкалоиды(псевдотропин), пектин, сахара, клетчатка.

## Токсикология
За счёт алкалоидов, таких как соланин, соласодин, псевдотропин возможна алиментарная интоксикация.

## Применение

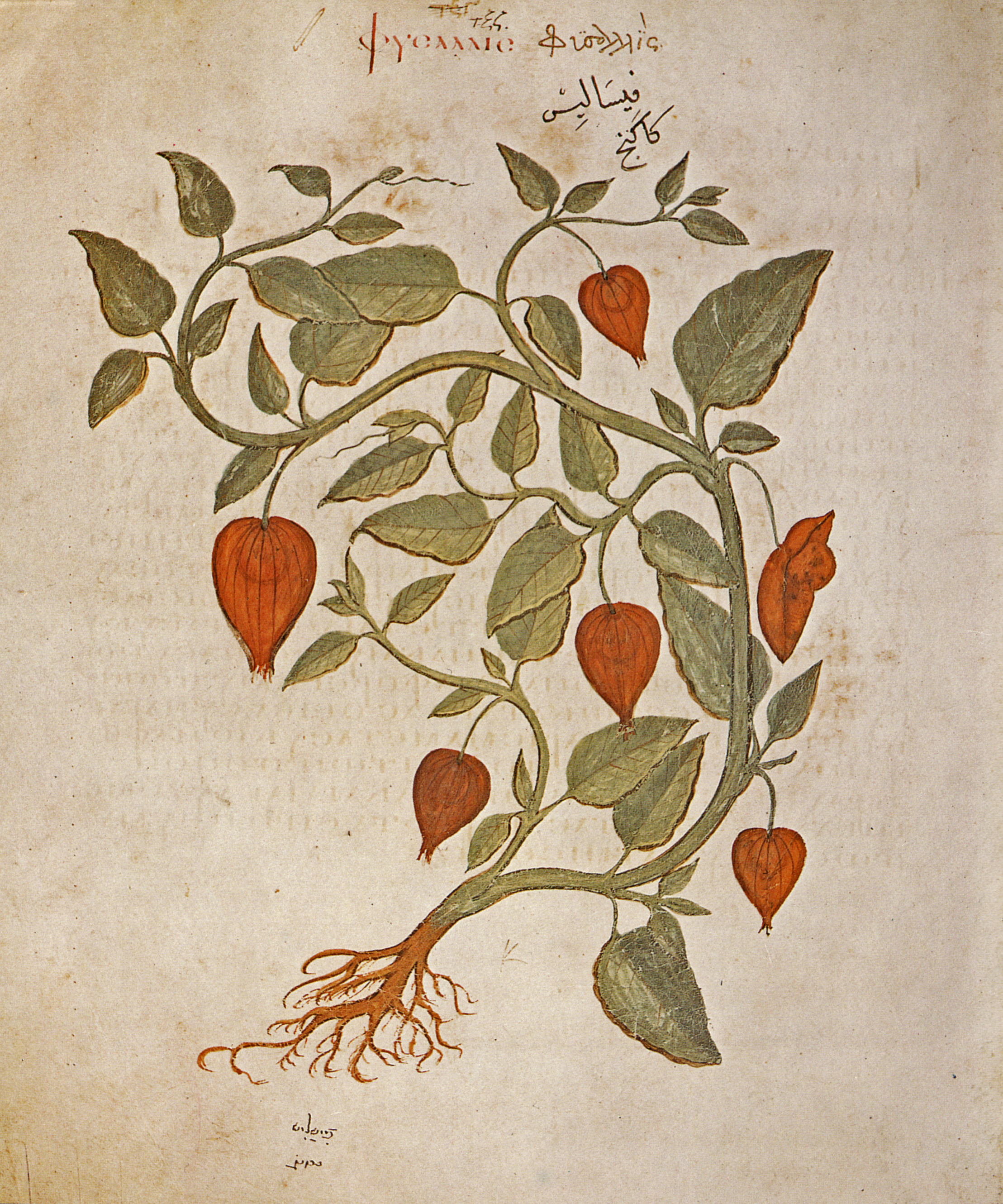
Физалис обыкновенный (Венский Диоскорид, Византия, VI век)

В СССР некоторые сорта физалиса выращивались в промышленных масштабах для получения плодов, которые после использовались как сырье в кондитерском и пищевом производстве. Свежие и высушенные плоды применяются в народной медицине в виде настоев или отваров. Физалис обладает противовоспалительным, антисептическим, болеутоляющим, кровоостанавливающим, мочегонным, желчегонным действием. В южных районах плоды физалиса обыкновенного употребляются в кулинарии, как в свежем, так и в консервированном виде. В умеренном климате плоды могут не созревать и вызвать отравление, поэтому в более северных районах растения выращиваются как декоративные.
В состав физалиса входит молочный сахар, оказывающий регенерирующее и восстанавливающее воздействие. Физалис положительно влияет на мозговую деятельность, оказывает успокаивающее действие. Он полезен при сильных физических и умственных нагрузках, а также ослабленным после болезни людям.

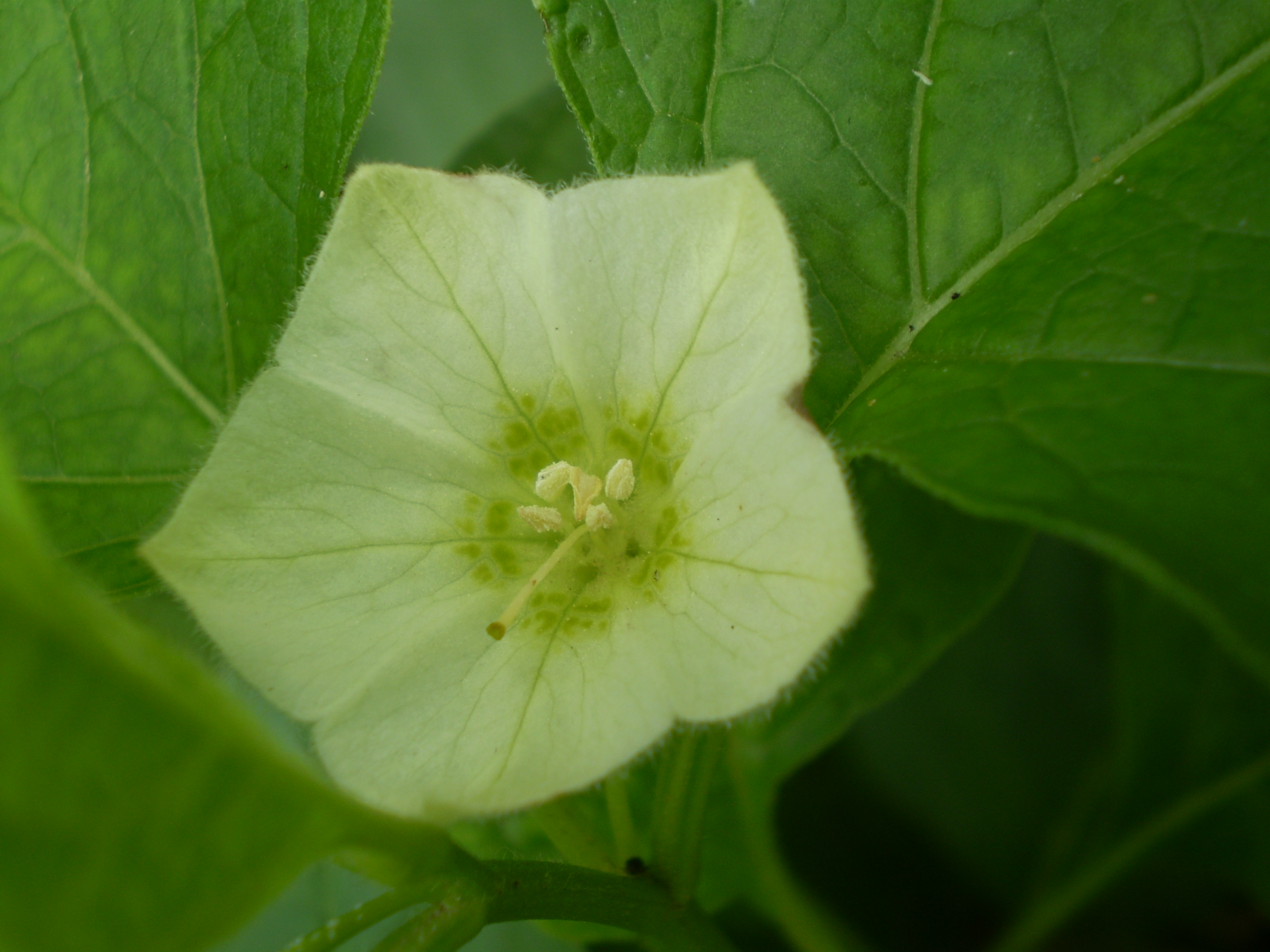
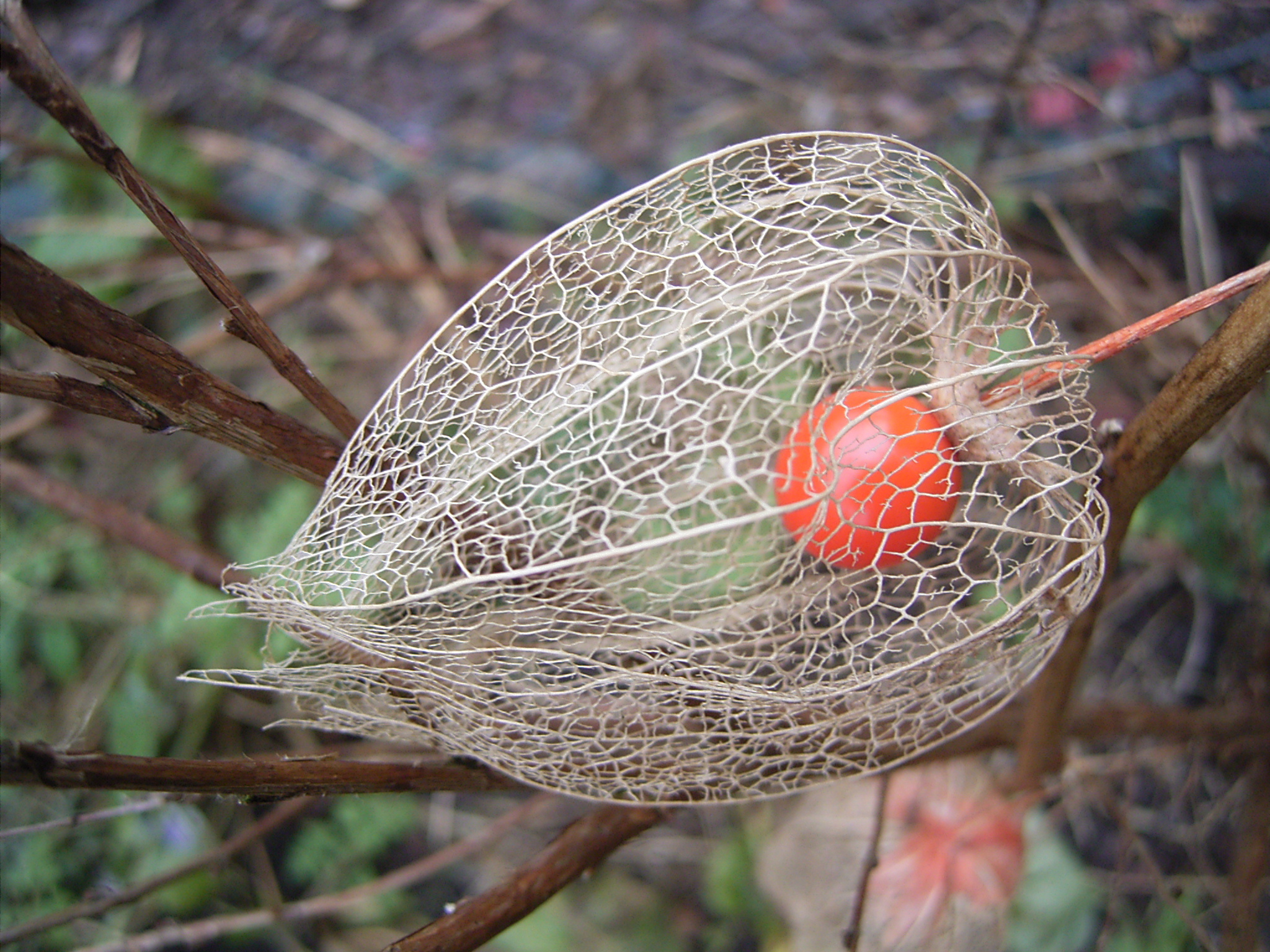
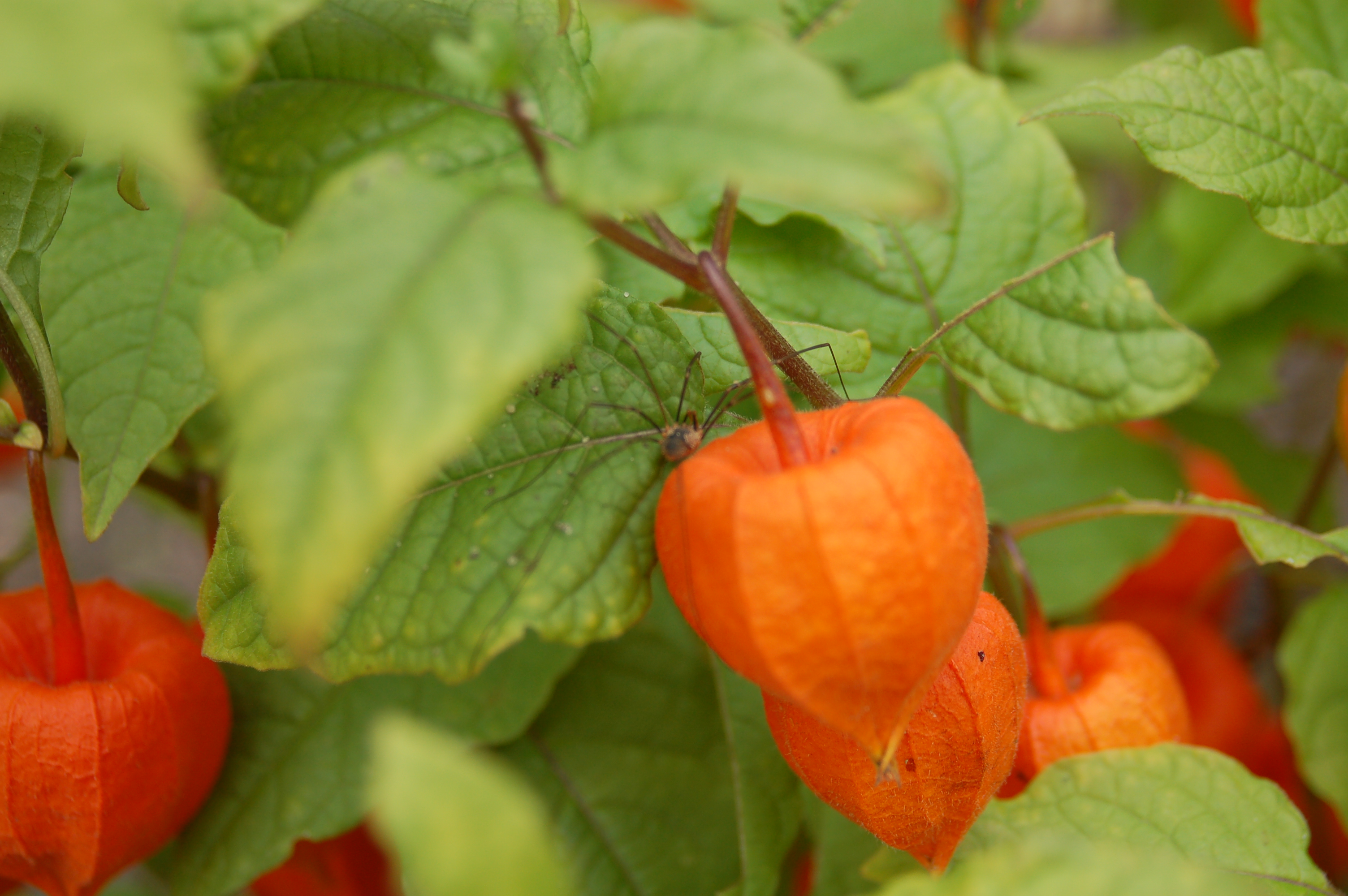
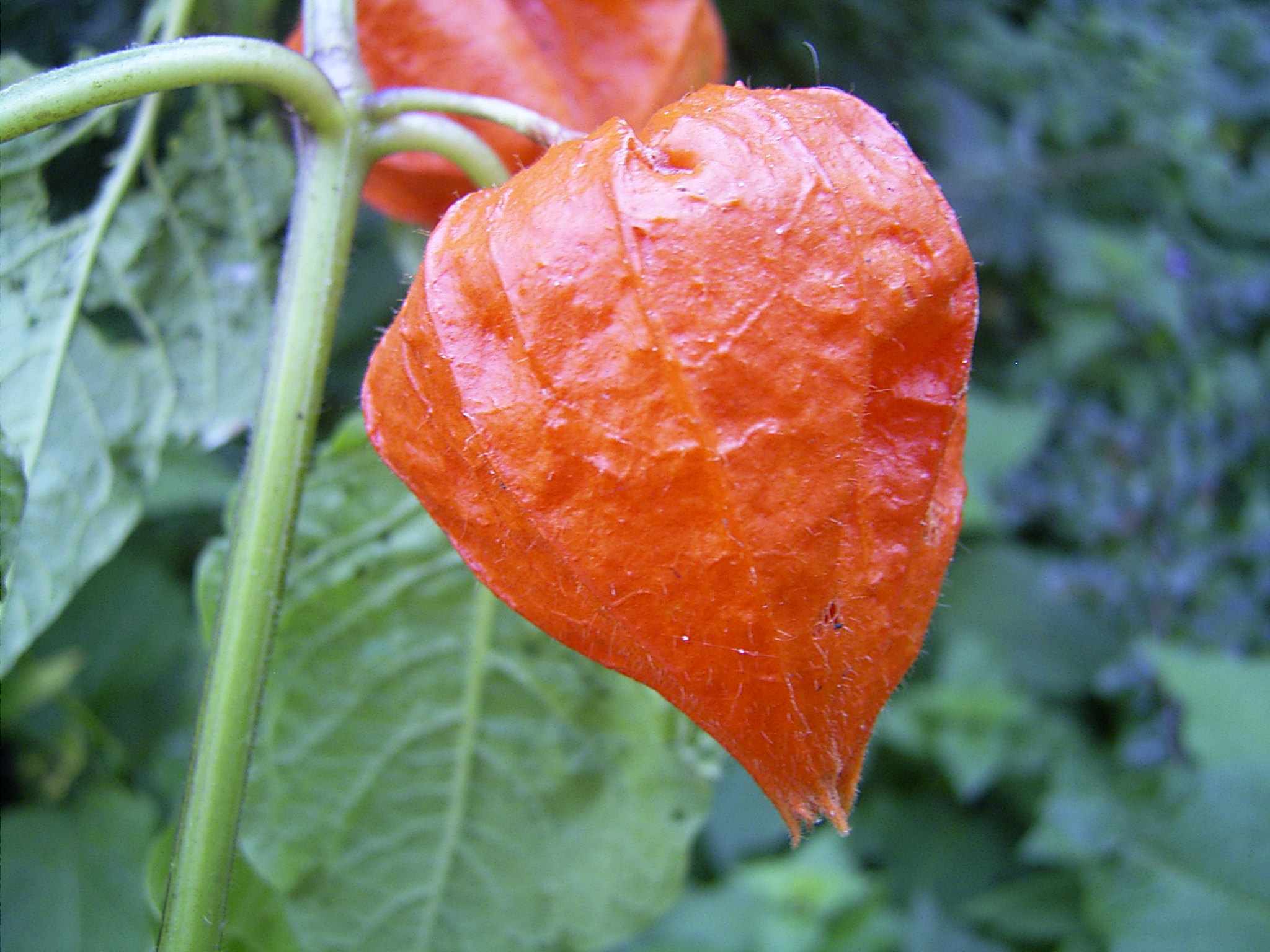